# Ingo Schulze

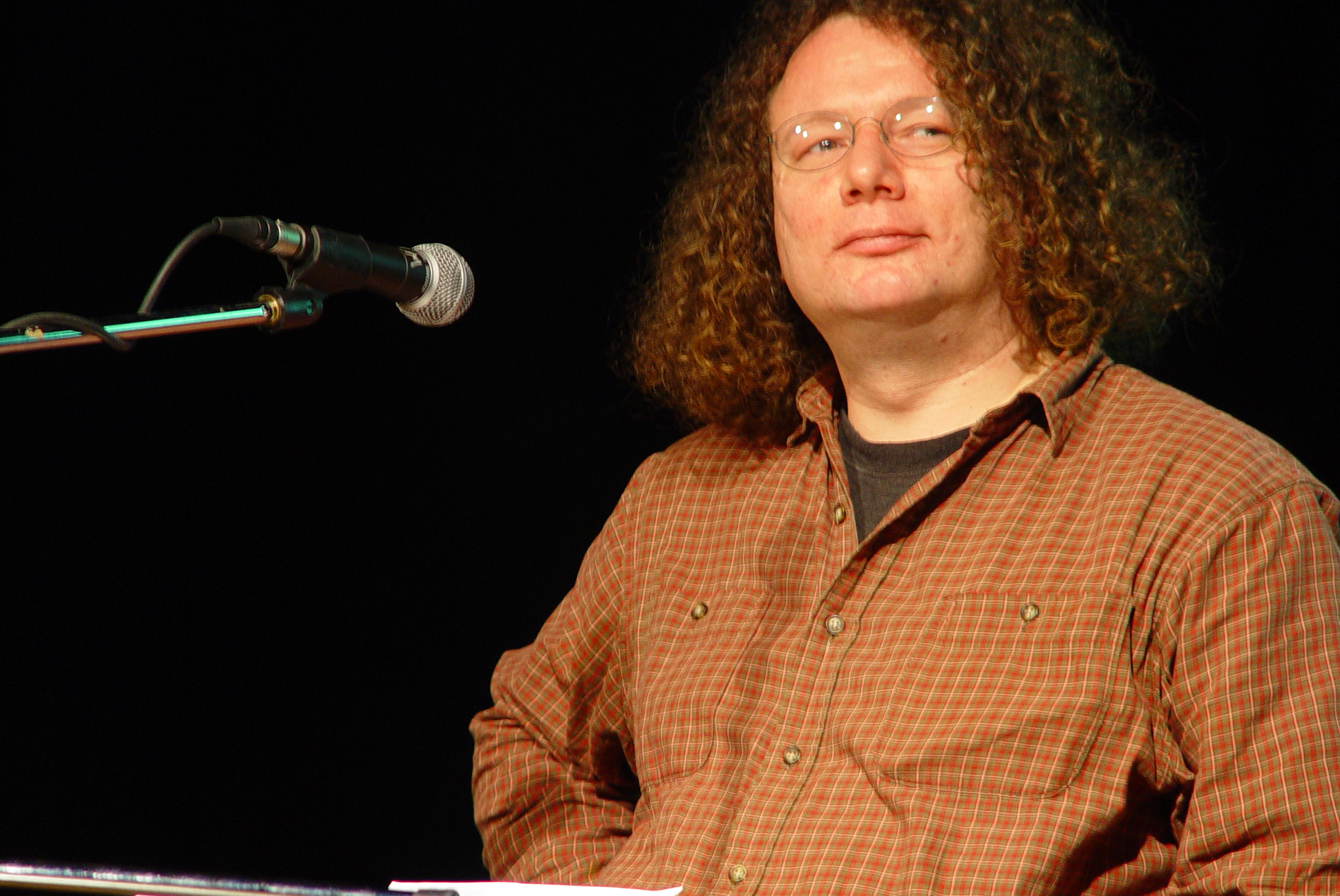
Ingo Schulze (2004)

Ingo Schulze, född 15 december 1962 i Dresden, dåvarande Östtyskland, är en tysk författare.
Han studerade klassisk filologi vid universitetet i Jena i fem år och var fram till Tysklands återförening under två år biträdande regissör vid Altenburgs statsteater. Efter att ha sovit sig igenom händelserna den 9 november 1989 startade Schulze en tidning med sina vänner. Han uppmuntrades att skriva, och tillbringade sex månader i Sankt Petersburg, som låg till grund för hans debuterande novellsamling, 33 Augenblicke des Glücks. Sedan 1990-talets mitt bor han i Berlin.
För sina romaner och noveller har han erhållit många priser, och de har översatts till tjugo språk. 2013 erhöll han Bertolt-Brecht-Literaturpreis.